# لیتل ایستون
لیتل ایستون (به انگلیسی: Little Easton) یک روستا و محله مدنی در بریتانیا است که در آتلزفورد واقع شده‌است. لیتل ایستون ۴۳۷ نفر جمعیت دارد.